# Адела Кнапова
Адела Кнапова (чеськ. Adéla Knapová; 17 липня 1976, Валашске Мезиржичі, Чехія) — чеська письменниця, журналістка, драматургиня і візіонерка.

## Біографія
Народилася у місті Валашске Мезиржичі, виросла у Вишкові, де закінчила гімназію. Пізніше навчалася на факультеті соціальних наук Карлового університету в Празі. Уже під час навчання працювала журналісткою («Koktejl», «Respekt»). Вона отримала премію «Молодий Гемінґвей» (чеськ. Mladý Hemingway) за репортажі з Росії та України. Протягом п'ятнадцяти років вона була постійною авторкою і кілька років головною репортеркою тижневика «Reflex». З весни 2024 року пише коментарі та звіти для щоденної газети «Právo».
У 2003 році вийшла друком її перша книга «Незвані» (чеськ. Nezvaní). У 2016 році у видавництві «Fra» вийшла її повість «Неможливість нуля» (чеськ. Nemožnost nuly), яку невдовзі Чеське радіо включило до найкращих іноземних та вітчизняних книжок року. У грудні 2017 року в цьому ж видавництві вийшов її роман «Буквар» (чеськ. Slabikař), який став книгою місяця літературного журналу «Host». Восени 2019 року у видавництві «Fra» вона опублікувала свій роман «Авангард» (чеськ. Předvoj).
Восени 2022 року у видавництві «Словарт» (чеськ. Slovart) вийшла книга текстів з війни в Україні, яка названа на честь її репортажів «Хліб із мінного поля» (чеськ. Chleba z minového pole). Цей репортаж надихнув Міністерство внутрішніх справ Чехії на акцію «Печемо хліб із мінного поля» (чеськ. Pečeme chléb z minového pole), метою якої було зібрати кошти на «Божену», машину  для розмінування, яка використовується в Україні для розмінування полів.
Вона також пише оповідання (наприклад, для «Salon Prava», «Weles», Чеського радіо). Її літературні тексти представлені в іноземних антологіях сучасної чеської літератури. Вона привернула увагу есеями та коментарями, які найчастіше публікувалися на Reflex.cz та Novinky.cz.
Авторка театральних одноактних вистав, онлайн-прем'єра яких відбулася влітку 2021 року як (не)театральний проєкт тижневика «Рефлекс» та інтернет-телебачення «Кукі» (чеськ. Kuki).
З раннього дитинства вона бореться за краще життя тварин і більш екологічний спосіб життя. У 2022 році вона стала візіонеркою міжнародної організації Compassion in world farming та покровителем її кампаній «Кінець життя у клітці» (чеськ. Konec doby klecové) за припинення великих ферм (End.it). Навесні 2023 року вона заснувала ONE HEART Foundation для покращення якості життя тварин. Живе в Празі та Греції.
Вона особисто бере участь у допомозі постраждалій від війни Україні, регулярно їздить на схід до Харкова та на лінію фронту. У травні 2023 року видавництво «Fra» опублікувала роман «Боягузливі нотатки з української війни» (чеськ. Zbabělé zápisky z ukrajinské války), натхненний репортажними поїздками Україною. Книга перекладена кількома мовами. 2024 року написала книгу оповідань про Харків з назвою «Кривавий компот», видання заплановане на 2025 рік. Ілюстрації від харківського художника Костянтина Зоркіна.

## Виноски
1. 1 2 3 4  Чеська національна авторитетна база даних
2. ↑  The Fine Art Archive — 2003.
3. ↑  The Fine Art Archive — 2003.
4. 1 2 3 4  Адела Кнапова, чеська журналістка та письменниця. www.ukrinform.ua (укр.). Процитовано 7 січня 2025.
5. ↑  Vyškovsko má talent: Adéla Knapová. www.kkdvyskov.cz (чес.). Процитовано 6 січня 2025.
6. ↑  Databazeknih.cz. Adéla Knapová - životopis a ocenění. www.databazeknih.cz. Процитовано 6 січня 2025.
7. ↑  «Ворог — путін, а не пушкін?». Радіо «Накипіло» (укр.). Процитовано 7 січня 2025.
8. ↑  Adéla Knapová. Reflex.cz (чес.). Архів оригіналу за 6 травня 2024. Процитовано 6 січня 2025.
9. ↑  SimplyMix.com (2 квітня 2023). Adéla Knapová. simplymix.com (чес.). Процитовано 6 січня 2025.
10. ↑  Stay pozitiv: Podívejte se na třetí díl ze série jednoaktovek (Ne)divadlo: historky z koronadoby. Reflex.cz (чес.). 30 червня 2021. Процитовано 6 січня 2025.
11. ↑  Tiskové zprávy. www.ciwf.cz (чес.). Процитовано 6 січня 2025.
12. ↑  Adéla Knapová - Novinky. www.novinky.cz (чес.). 2 січня 2025. Процитовано 6 січня 2025.
13. ↑  Adéla Knapová (CZE). www.meltingpotforum.com (чес.). Процитовано 6 січня 2025.
14. ↑  Asociace spisovatelů. Asociace spisovatelů (чес.). Процитовано 6 січня 2025.